# 和泉風花
和泉 風花（いずみ ふうか、1月11日 - ）は、日本の女性声優。愛知県出身。アミューズ所属。

## 略歴
『週刊少年ジャンプ』の連載漫画原作のアニメが好きであり、声優を知るきっかけとなったのはテレビアニメ『銀魂』であった。特に好きだったキャラクターは沖田総悟。以降声優についてはずっと興味を持っていたが、簡単になれる職業ではないと思っていた。しかし中学生の頃に明確に声優になりたいと考えるようになり、『ハイキュー!!』で入野自由の演技を聞いたことも声優になろうと思ったきっかけと語っている。
日本ナレーション演技研究所出身。
2019年1月よりトレーディングカードゲーム『Z/X』内のアイドルユニット「SHiFT」のミーリィ役を務め、同ユニットの担当声優プリズム役の春村奈々、ニュー役の中澤ミナ、アグリィ役の星谷美緒、ペクティリス役の会沢紗弥と5人で声優ユニット「SHiFT」としても活動をしている。
2019年3月31日に開催された「セガフェス2019」（ベルサール秋葉原）のゲーム『けものフレンズ3』発表ステージにサプライズゲストとして出演。同作でドール役を担当することが発表され、ミーアキャット役の柳原かなこ、マイルカ役の伏見はる香と3人で声優ユニット「はなまるアニマル」を組んで活動している。
2022年8月31日付でデビューより所属していたヴィムスを退所、フリーランス期間を経て同年10月5日よりアミューズに所属。

## 人物
趣味には人間観察と読書、特技には和太鼓と家庭料理（ポテトサラダを美味しく作ること）をそれぞれ挙げている。和太鼓については小学校の頃より継続して行っていたという。
目標とする人物に高垣彩陽を挙げている。『神のみぞ知るセカイ』での演技やキャラクターソングの歌唱に感銘を受け、高垣のようになりたいと語っている。
猫が大好きで、かつて実家では「ちゃむ」という茶色のトラネコを飼っていたという。
また、メンダコも愛好しており、自宅にメンダコのぬいぐるみを複数所持している他、サインや自身の番組グッズ等、随所にメンダコの意匠を取り入れている。
愛称の「いずみふ」は、『和泉風花の本気!アニラブ』内でリスナーから募集をした中で、和泉が一番気に入ったものである。

## 出演
太字はメインキャラクター。

### テレビアニメ
2019年
- Re:ステージ! ドリームデイズ♪（女子生徒、女の子、子供、観客）
- あんさんぶるスターズ!（観客）
- ゾイドワイルド ZERO（市民A）
- GRANBLUE FANTASY The Animation Season 2（少女）
- Z/X Code reunion（神前生子）

2020年
- おりがみにんじゃ コーヤン＠きんてれ（コーヤン）
- 球詠（山田）
- ド級編隊エグゼロス（女子生徒）
- ツキウタ。 THE ANIMATION2（女）
- いわかける! - Sport Climbing Girls -（子供D）
- 無能なナナ（生徒）

2021年
- スケートリーディング☆スターズ（ミリオンファン）
- たとえばラストダンジョン前の村の少年が序盤の街で暮らすような物語（ベリー）
- 無職転生 〜異世界行ったら本気だす〜（子供D）
- 先輩がうざい後輩の話（子ども）

2022年
- からかい上手の高木さん3（女子生徒B）
- ヒーラー・ガール（子供達）
- 可愛いだけじゃない式守さん（女子生徒）

2023年
- The Legend of Heroes 閃の軌跡 Northern War（アイス女子A）
- 青のオーケストラ（新入生、鈴木）
- 聖者無双〜サラリーマン、異世界で生き残るために歩む道〜（猫獣人）
- あやかしトライアングル（妖）
- ミギとダリ（そらまめの家の子供C）
- ポーション頼みで生き延びます!（コーシャ）
- 川越ボーイズ・シング（茨戸しおり）

2024年
- 魔法少女にあこがれて（柊うてな / 悪の女幹部 / マジアベーゼ）
- 僕の心のヤバイやつ（女子生徒A）
- 異修羅（2024年 - 2025年、救貧院の子供、イーリエ） - 2シリーズ
- HIGHSPEED Étoile（輪堂凛）
- 神は遊戯に飢えている。（女性、猫ゴーレム）
- 魔導具師ダリヤはうつむかない（ルチア・ファーノ）
- しかのこのこのここしたんたん（馬車芽めめ）
- 2.5次元の誘惑（コスプレイヤー アカネ）
- ラブライブ!スーパースター!!
- ハイガクラ（三姫）
- ニンジャラ（ピリット）
- ひみつのアイプリ（2024年 - 2025年、田村ちゃいむ）

2025年
- ハニーレモンソーダ（女友達）
- 花は咲く、修羅の如く（夏江杏）
- ババンババンバンバンパイア（女子生徒）
- mono（女の子A）
- ぷにるんず ぷに3（じゅえるん）

### 劇場アニメ
- 数分間のエールを（2024年、中川萠美[39]）
- ヴァージン・パンク Clockwork Girl（2025年、乃愛・アンドリエット[40]）

### Webアニメ
- どうすりゃいいんだ チョサクケン～ただしくチョサクブツをつかうために～（2024年、富士野ヒナ[41]）
- モンスターストライク エル 堕天の覚醒（2024年、マリヤ）

### ゲーム
2019年
- デビルブック（マリーナ、ロナ）
- オンゲキ（東雲つむぎ）
- けものフレンズ3（ドール）
- マギアレコード 魔法少女まどか☆マギカ外伝（2019年 - 2023年、煌里ひかる）
- ドールズフロントライン（Zas M76、MAT-49）

2020年
- Re:ステージ!プリズムステップ（2020年 - 2023年、東雲つむぎ、旭日向）
- モンスターストライク（2020年 - 2022年、大典太光世、モノノケ少女〈サキュバス〉、ロフストラ、ヴァロドリー）
- 実況パワフルプロ野球（2020年 - 2022年、パーちゃん〈破山葉月〉）

2021年
- 魔界戦記ディスガイア6（虹野ぴより）
- ブラック・サージナイト（最上、ダウンズ）

2022年
- 駅メモ！ -ステーションメモリーズ！-（友荷なより）

2023年
- とある魔術の禁書目録 幻想収束（郭）
- 逆転オセロニア（ポワエル）
- アズールレーン（シュフラン）

2024年
- ウマ娘 プリティーダービー（ブエナビスタ）
- モンソニ!（2024年 - 2025年、サキュバス）
- アサルトリリィ Last Bullet（坪井七保）
- カルドアンシェル（セラ・セイレーネス）
- HIGHSPEED Étoile Paddock Stories（輪堂凛）

2025年
- 幻想牢獄のカレイドスコープ2（家路れもん）
- 勝利の女神:NIKKE（クラスト）
- VIRTUAL GIRL @ WORLD'S END（ヤヨイ）

### ドラマCD
- 恋するヒプノティックセラピー（2020年、客2）
- お願い、そんなに噛まないで（2021年、柳麻里花）
  - お願い、そんなに噛まないで 番外編（2024年、柳麻里花[62]）

### ボイスドラマ
- 幕末動乱美少女伝（2024年、桂小五郎）
- 戦国繚乱美少女伝（2025年、真田幸村[63]）

### ASMR
- いっしょぐらし 〜巫女さん彼女編〜（2024年、富岡沙良）

### 吹き替え
- 卓球少女 -閃光のかなたへ-（2025年、ロン・シャオ[64]）

### 特撮
- 暴太郎戦隊ドンブラザーズ（2022年、吉良きらら[65]）

### ラジオ
※はインターネット配信。
- 和泉風花の本気!アニラブ（2018年 - 2019年、超!A&G+※）[66][67]
- 峯田・和泉のぽてまぼ！（2020年 - 、ニコニコ動画「アニたまどっとコムチャンネル」※）[68]
- 【魔法少女にあこがれて】まほあこラジオ（2024年、KADOKAWAanimeチャンネル）
- 和泉風花の耳のおともに（2024年、音泉※）[69]

### インターネット番組
- けものフレンズ3わくわく探検レポート（2019年 - 、ニコニコ生放送・YouTube・あにてれ）MC[70][71]
- 和泉風花の番組って、こんなふうか？（2019年 - 2020年、ニコニコ生放送）[72]
- 和泉風花の「あつまれ！いずみんち」（2021年 - 、ニコニコ生放送）[73]
- いずみふアンちゃんの元気が出る生放送!（2022年 -  、ニコニコ生放送）[74]

### 配信番組
- マギアレコード 魔法少女まどか☆マギカ外伝Magia Day 2022（2022年9月12日、アニプレックス公式チャンネル）- 煌里ひかる 役 ※[75]

### その他コンテンツ
- Z/X公式アイドルユニット「SHiFT」（2019年 - 、ミーリィ[7]）
- 夏フェス2019
- 舞台「かげきしょうじょ!!」（2023年10月18日 - 22日、こくみん共済 coop ホール / スペース・ゼロ） - 沢田千秋 役[76]
- うたの☆プリンセスさまっ♪BACK to the IDOL（2024年、桜田ルリ）
- アピナ ブランディングムービー（2024年、店員役[77]）
- 朗読劇『初等教育ロイヤル』（2024年8月21-25日、こくみん共済 coop ホール/スペース・ゼロ）-山田さん 役[78]

## ディスコグラフィ

### キャラクターソング
| 発売日   | 商品名                                                         | 歌 | 楽曲                                                                      | 備考                                                           |
| 2019年   | 2019年                                                         | 2019年 | 2019年                                                                    | 2019年                                                         |
| -------- | -------------------------------------------------------------- | --- | ------------------------------------------------------------------------- | -------------------------------------------------------------- |
| 10月23日 | ONGEKI Sound Collection 02 最強 the サマータイム!!!!!          | 日向千夏（岡咲美保）、柏木美亜（和氣あず未）、東雲つむぎ（和泉風花）、星咲あかり（赤尾ひかる）、高瀬梨緒（久保ユリカ）       | 「最強 the サマータイム!!!!!」                                            | ゲーム『オンゲキ』関連曲                                       |
| 10月23日 | ONGEKI Sound Collection 02 最強 the サマータイム!!!!!          | 東雲つむぎ（和泉風花） | 「最強 the サマータイム!!!!!」                                            | ゲーム『オンゲキ』関連曲                                       |
| 11月24日 | キミが大好きだよ                                               | SHiFT | 「キミが大好きだよ」 「君のすべて」 「SHiFT!! ～夢を描こう～」            | 『Z/X -Zillions of enemy X-』関連曲                            |
| 12月25日 | ONGEKI Vocal Collection 06                                     | マーチングポケッツ | 「ポケットからぬりつぶせ！」                                              | ゲーム『オンゲキ』関連曲                                       |
| 12月25日 | ONGEKI Vocal Collection 06                                     | 東雲つむぎ（和泉風花） | 「夜明けのストリング」 「ポケットからぬりつぶせ！」                       | ゲーム『オンゲキ』関連曲                                       |
| 2020年   |                                                                | |                                                                           |                                                                |
| 6月24日  | ONGEKI Vocal Party 01                                          | マーチングポケッツ | 「進め！マイウェイ！」                                                    | ゲーム『オンゲキ』関連曲                                       |
| 6月24日  | ONGEKI Vocal Party 01                                          | 東雲つむぎ（和泉風花） | 「進め！マイウェイ！」                                                    | ゲーム『オンゲキ』関連曲                                       |
| 12月9日  | MIRACLE DIALIES                                                | はなまるアニマル | 「はなまるアドベンチャー」 「いつだってはなまる」 「アニマルっていいな」  | ゲーム『けものフレンズ3』関連曲                                |
| 2021年   |                                                                | |                                                                           |                                                                |
| 4月28日  | ONGEKI Vocal Party 04                                          | 東雲つむぎ（和泉風花）、結城莉玖（朝日奈丸佳）                                                                               | 「キミは"見ていたね"？」                                                  | ゲーム『オンゲキ』関連曲                                       |
| 4月28日  | ONGEKI Vocal Party 04                                          | 東雲つむぎ（和泉風花） | 「キミは"見ていたね"？」                                                  | ゲーム『オンゲキ』関連曲                                       |
| 6月30日  | ONGEKI Sound Collection 05 STARRED HEART                       | 星咲あかり（赤尾ひかる）、結城莉玖（朝日奈丸佳）、九條楓（佳村はるか）、珠洲島有栖（長縄まりあ）、東雲つむぎ（和泉風花）     | 「STARRED HEART」                                                         | ゲーム『オンゲキ』関連曲                                       |
| 6月30日  | ONGEKI Sound Collection 05 STARRED HEART                       | 東雲つむぎ（和泉風花） | 「STARRED HEART」                                                         | ゲーム『オンゲキ』関連曲                                       |
| 8月25日  | 「マギアレコード魔法少女まどか☆マギカ外伝」Music Collection 2  | Promised Blood | 「Bulimia」                                                               | ゲーム『マギアレコード 魔法少女まどか☆マギカ外伝』関連曲       |
| 12月22日 | ONGEKI Sound Collection 06                                     | 星咲あかり（赤尾ひかる）、高瀬梨緒（久保ユリカ）、柏木美亜（和氣あず未）、東雲つむぎ（和泉風花）、皇城セツナ（八巻アンナ）   | 「Transcend Lights」                                                      | ゲーム『オンゲキ』関連曲                                       |
| 12月22日 | ONGEKI Sound Collection 06                                     | 東雲つむぎ（和泉風花） | 「Transcend Lights」                                                      | ゲーム『オンゲキ』関連曲                                       |
| 2022年   |                                                                | |                                                                           |                                                                |
| 1月16日  | Flying High featuring パワちゃんず                             | パワちゃんず | 「Flying High featuring パワちゃんず」                                    | ゲーム『実況パワフルプロ野球』関連曲                           |
| 1月16日  | Flying High featuring パワちゃんず                             | パーちゃん（和泉風花） | 「Flying High featuring パワちゃんず」                                    | ゲーム『実況パワフルプロ野球』関連曲                           |
| 2月15日  | Make your "HAPPY"                                              | SHiFT | 「Make your day」 「キラキラのサーチライト」 「サプライズ！バレンタイン」 | 『Z/X -Zillions of enemy X-』関連曲                            |
| 2023年   |                                                                | |                                                                           |                                                                |
| 2月25日  | Z/X -Zillions of enemy X- 10th Anniversary Album 「IGNITION」  | SHiFT、iDA | 「ゼクス アクティベート! -10th-（SHiFT＆iDAver）」                        | 『Z/X -Zillions of enemy X-』関連曲                            |
| 2月25日  | Z/X -Zillions of enemy X- 10th Anniversary Album 「IGNITION」  | ミーリィ（和泉風花）、アグリィ（星谷美緒）                                                                                   | 「Keeping the Faith（和泉風花＆星谷美緒ver）」                            | 『Z/X -Zillions of enemy X-』関連曲                            |
| 2月25日  | Z/X -Zillions of enemy X- 10th Anniversary Album 「IGNITION」  | SHiFT | 「未来がひとつに（SHiFTver）」                                            | 『Z/X -Zillions of enemy X-』関連曲                            |
| 3月29日  | 暴太郎戦隊ドンブラザーズ 全曲集                                | 吉良きらら（和泉風花） | 「キララ・スマイル」                                                      | 特撮ドラマ『暴太郎戦隊ドンブラザーズ』挿入歌                   |
| 8月4日   | Z/X -Zillions of enemy X- iDOL SPECiAL SiTUATiON CD 「MiRAGE」 | SHiFT | 「夏の終わりに ～Stay with me～」                                         | 『Z/X -Zillions of enemy X-』関連曲                            |
| 2024年   |                                                                | |                                                                           |                                                                |
| 1月31日  | 誘宵アバンダンス                                               | トライアムトーン | 「誘宵アバンダンス」                                                      | 『Re:ステージ！』関連曲                                        |
| 1月31日  | 誘宵アバンダンス                                               | トライアムトーン | 「WANTED」                                                                | 『Re:ステージ！』関連曲                                        |
| 1月31日  | 誘宵アバンダンス                                               | トライアムトーン | 「サンダーレスキュー！」                                                  | 『Re:ステージ！』関連曲                                        |
| 3月27日  | TVアニメ「魔法少女にあこがれて」オリジナルサウンドトラック     | マジアベーゼ（和泉風花）、レオパルト（古賀葵）、ネロアリス（杉浦しおり）                                                     | 「とげとげサディスティック」                                              | テレビアニメ『魔法少女にあこがれて』エンディングテーマ         |
| 3月27日  | TVアニメ「魔法少女にあこがれて」オリジナルサウンドトラック     | マジアベーゼ（和泉風花）、レオパルト（古賀葵）、ネロアリス（杉浦しおり）、ロコムジカ（相坂優歌）、ルベルブルーメ（津田美波） | 「とげとげサディスティック」                                              | テレビアニメ『魔法少女にあこがれて』エンディングテーマ         |
| 5月28日  | バックトゥザ☆はあと                                            | Flower Candy | 「バックトゥザ☆はあと」 「フラ・キャン・ドゥー・イット！」                | 『うたの☆プリンセスさまっ♪BACK to the IDOL』関連曲             |
| 7月17日  | Z/X -Zillions of enemy X- LiNK iDOL Album 「ASCENSiON」        | ミーリィ（和泉風花） | 「みらくる きゅーと」                                                     | 『Z/X -Zillions of enemy X-』関連曲                            |
| 7月23日  | キラキラじょいふる！                                           | Flower Candy | 「キラキラじょいふる！」 「ゆらぐるHeat Beat」                            | 『うたの☆プリンセスさまっ♪BACK to the IDOL』関連曲             |
| 8月28日  | シカ色デイズ / シカせんべいのうた                              | シカ部 | 「シカ色デイズ」                                                          | テレビアニメ『しかのこのこのここしたんたん』オープニングテーマ |
| 10月1日  | フリーダム ブリリアント                                        | Flower Candy | 「フリーダム ブリリアント」 「いえす！ふらきゃんらんど」                  | 『うたの☆プリンセスさまっ♪BACK to the IDOL』関連曲             |
| 10月24日 | カルドアンシェル パッケージ限定版付属サウンドトラックCD        | セラ・セイレーネス（和泉風花）                                                                                               | 古言の葉                                                                  | ゲーム『カルドアンシェル』関連曲                               |
| 10月31日 | Rewind                                                         | トライアムトーン | 「ドンキュロス」                                                          | 『Re:ステージ！』関連曲                                        |
| 2025年   |                                                                | |                                                                           |                                                                |
| 7月9日   | ウマ娘 プリティーダービー WINNING LIVE 28                      | ブエナビスタ（和泉風花） | 「パラ・シエンプレ」                                                      | ゲーム『ウマ娘 プリティーダービー』関連曲                      |
| 7月9日   | ウマ娘 プリティーダービー WINNING LIVE 28                      | ウマ娘 | 「うまぴょい伝説」                                                        | ゲーム『ウマ娘 プリティーダービー』関連曲                      |

### その他参加作品
| 発売日         | 商品名                    | 歌        | 楽曲                          | 備考                                                |
| -------------- | ------------------------- | --------- | ----------------------------- | --------------------------------------------------- |
| 2018年12月29日 | ラブキミレボリューション☆ | mirabilis | 「ラブキミレボリューション☆」 | Webラジオ『本気！アニラブ』第13期オープニングテーマ |